# P. D.: Te odio
«P. D.: Te odio» —título original: «P.S. I Hate You»— es el decimocuarto episodio de la trigésimo sexta temporada de la serie de televisión animada estadounidense Los Simpson, y el 785 episodio en total. Se emitió en los Estados Unidos en Fox el 13 de abril de 2025. El episodio fue escrito por César Mazariegos y dirigido por Mike Frank Polcino.
En este episodio, Marge es chantajeada cuando le roban las cartas de odio que escribe sobre la gente del pueblo. Beverly D'Angelo, Jon Lovitz y Tim Meadows actuaron como invitados. El episodio recibió críticas positivas.

## Trama
Helen Lovejoy sorprende a Marge comprando utensilios para su fiesta de cumpleaños en una tienda de todo a un dólar porque se había gastado casi todo el dinero en comida. Después de que Helen insulte a Marge por comprar allí, una enfadada Marge conduce hasta su casa, entra en su habitación y vuelve con una actitud feliz. Su fiesta se celebra en el patio trasero con la asistencia de todo el pueblo mientras Shauna Chalmers cuida de los niños del pueblo en el salón. El alcalde Quimby declara a Marge «la señora más simpática de Springfield». Al día siguiente, Marge descubre que su caja secreta de cartas de odio ha desaparecido. Le cuenta a su familia que aprendió un método para liberar su ira escribiendo una carta de odio a su ofensor y guardándola en una caja. Recibe un mensaje en el que se le dice que pague 5.000 dólares por las cartas o se harán públicas.
Como la policía no puede ayudarla y no quiere perder su reputación, Marge acude a Patty y Selma para pedirles dinero, pero ellas se niegan y le dicen que descargue su ira de vez en cuando. En la fecha límite, Homer le dice al chantajista que se niegan a pagar. Al asistir al servicio religioso, Helen lee la carta que Marge le escribió, pero su nombre ha sido eliminado. Helen acusa a Agnes Skinner de haberla escrito, pero ella lo niega y obliga a la director Skinner a enfrentarse al reverendo Lovejoy. Marge recibe otro mensaje que le dice que tiene una hora antes de que se publiquen las cartas. Al oír una frase familiar, se da cuenta de que Shauna robó las cartas después de que Marge impidiera que Shauna se comiera la comida de la fiesta. Shauna y Jimbo deciden pedir rescate por las cartas para poder huir juntos.
Sabiendo que Shauna no está en casa, Marge y Homer van a su casa. Mientras Marge distrae al superintendente Chalmers, Homer se cuela en la habitación de Shauna y recupera la caja. Descubren que las cartas no están en la caja, pero se encuentran con Shauna y Jimbo con las cartas. Marge persigue a Shauna hasta una azotea mientras Homer lucha contra Jimbo. Shauna dice que estaba impresionada con las cartas hasta que leyó la que hablaba de ella misma. Cuando Marge le pregunta por qué las guarda, dice que le traen paz. Shauna tropieza con la cornisa y Marge agarra a Shauna con una mano y las cartas con la otra. Suelta las cartas para salvar a Shauna, que se disculpa. Los habitantes del pueblo leen las cartas. Marge les pide disculpas por guardarse sus sentimientos. Aceptan a Marge por ser una persona emocionalmente compleja.

## Producción
A partir de este episodio, Mo Collins sustituyó en el papel de Jimbo Jones a Pamela Hayden, que anunció su retirada a principios de temporada. Beverly D'Angelo reeditó su papel de Lurleen Lumpkin. Anteriormente, D'Angelo puso voz a este personaje en el episodio de la tercera temporada «Colonel Homer» y en el episodio de la decimonovena temporada «Papa Don't Leech». El actor Tim Meadows apareció como él mismo.

## Recepción

### Audiencia
El episodio obtuvo una audiencia de 0,16 y fue visto por 0,59 millones de espectadores, siendo el segundo programa más visto de Fox esa noche.

### Respuesta de la crítica
John Schwarz de Bubbleblabber calificó el episodio con un 8,5 sobre 10. En su opinión, el episodio fue «convincente en lo dramático» tras un comienzo lento y destacó la dirección de Mike Frank Polcino. En su opinión, Mo Collins hizo una buena interpretación del Jimbo de Pamela Hayden y le gustaría que Collins pusiera voz a nuevos personajes. A Marisa Roffman de Give Me My Remote le gustó que Marge tuviera una forma sana de aliviar su ira y le gustó la dinámica entre ella y Shauna.
Brandon Zachary de Screen Rant señala que Marge no ha sido «La Peor Simpson» desde el episodio de la vigesimotercera temporada «At Long Last Leave» y dijo que la historia era «tan dulce para Marge y el pueblo en general». Y concluye diciendo: «Esto se extiende a las temporadas modernas de Los Simpson , donde Marge se ha convertido en un personaje mucho más central. Muchos de los episodios más emotivos de las temporadas 35 y 36 se han centrado en Marge, destacándola como mujer independiente, sin dejar de ser esposa y madre». Nick Valdez de Comicbook.com situó este episodio en el tercer puesto de su lista de todos los episodios de la temporada. Lo consideró una reinvención del personaje de Marge y afirmó: «Simplemente tiene todos los ingredientes que se pueden desear en un episodio eficaz de Marge».